# Eyes (ユニット)
eyes（アイズ）は日本の3人組ヴォーカルグループである。LUVandSOUL活動休止後にKENTAを中心に結成され、2005年ユニバーサルミュージックよりデビュー。2009年12月24日、25日のワンマンライブ2daysをもって解散。

## メンバー
- KENTA (1月12日 - ) 埼玉県越谷市出身。LUVandSOULのリーダー。
- yas. (12月23日 - ) 長崎県南高来郡国見町（現・雲仙市）出身。元.super studio underbar。
- kazu (9月29日 - ) 新潟県柏崎市出身。元.super studio underbar。

## ディスコグラフィー

### シングル
1. 会いたい ～Missing～ (2005年11月2日)
  1. 会いたい ～Missing～ (キム・ボムスのカバー)
  2. Party Night
  3. 会いたい ～Missing～ (KARAOKE VERSION)
  4. Party Night (KARAOKE VERSION)
2. Lovin' you (2006年7月5日)
  1. Lovin' you (テレビ朝日「セレクションX」エンディングテーマ)
  2. alone
  3. 君の名前
  4. Lovin' you (Instrumental)
3. beautiful lady (2007年5月9日)
  1. beautiful lady (サッポロ飲料 「リボンシトロン」CMソング)
  2. every day
  3. journey of love
  4. beautiful lady (Instrumental)
4. I'll be there (2008年10月8日)
  1. I'll be there (日本テレビ系「歌スタ!!」エンディング・テーマ)
  2. letter
  3. I'll be there (instrumental)
  4. letter (instrumental)
5. アリガト。 (2009年2月4日)
  1. アリガト。
  2. kiss
  3. アリガト。(original karaoke)
  4. kiss (original karaoke)

### アルバム
1. One (2006年11月8日)
  1. intro.
  2. game
  3. days
  4. 会いたい ～Missing～
  5. smile
  6. 向こう側の君
  7. アマノガワ
  8. alone (album version)
  9. anywhere
  10. Lovin' you
  11. celebrate
  12. picture
  13. we are the One